# Sevelamer
Sevelamer  (/sɛˈvɛləmər/ hoặc /sɛˈvɛləmɪər/) là một chất kết dính phosphat được sử dụng để điều trị chứng tăng phophat trong bệnh mãn tính bệnh thận. Khi dùng với thức ăn, nó liên kết với thức ăn phosphat và ngăn ngừa sự hấp thụ của nó. Sevelamer được phát minh và được phát triển bởi GelTex Dược phẩm. Sevelamo đang bán theo theo tên thương mại Renagel (sevelamer hydroxide) và Renvela (sevelamer cacbonat).

## Hóa học và dược
Sevelamer bao gồm polyallylamin đó là liên kết ngang với epichlorohydrin. Các thị trường mẫu sevelamer hydroxide là một phần hoặc muối là hiện tại là khoảng 40% amine hydroxide, 60% sevelamo cơ bản. Các amine nhóm của sevelamer trở thành một phần proton trong ruột và tương tác với ion phosphat qua liên kết ion và  liên kết hydro.

## Mục đích y học
Sevelamer được sử dụng trong sử dụng cho chứng tăng phosphat trong bệnh nhân người lớn với giai đoạn 4 và 5 bệnh mãn tính thận. Nó hiệu quả ở mức độ kết dính phosphat thấp tương tự như calci axetat nhưng không có nguy cơ đi kèm của tăng calci máu.

## Choáng
Sevelamer trị liệu được chỉ định ở giảm phosphat máu hoặc tắc ruột. Giảm phosphat máu, sevelamer có thể làm trầm trọng thêm tình trạng bởi hạ phosphat trong máu, mà có thể gây tử vong.

## Tác dụng phụ
Các phản ứng thuốc không mong muốn thông thường (ADRs) liên quan đến việc sử dụng sevelamer bao gồm: hạ huyết áp, cao huyết áp, buồn nôn và, nôn mửa, khó tiêu, tiêu chảy, đầy hơi, hoặc táo bón.

## Hiệu ứng khác
Sevelamer có thể làm giảm đáng kể huyết thanh  acid uric. Sự giảm này không được biết là làm giảm tỷ lệ tăng acid uric máu, sỏi thận, và gút.
Sevelamer có thể hấp thụ các sản phẩm cuối cùng glycation tiên tiến trong ruột, ngăn sự hấp thu của chúng vào máu. AGEs đóng góp vào ứng kích oxy hóa, có thể làm hỏng tế bào (như tế bào beta, sản sinh ra insulin trong tuyến tụy). Như Vlassara và Uribarri đã giải thích trong một cuộc đánh giá năm 2014 AGEs, điều này giải thích tại sao sevelamer nhưng không phải là calci cacbonat (chất kết dính phosphate không làm cô lập AGEs) đã được chứng minh để hạ AGEs ở trong máu, cũng như căng thẳng và các dấu hiệu viêm.